# Woiwodschaft Posen (1919–1939)
Die Woiwodschaft Posen (polnisch Województwo poznańskie) war eine Verwaltungseinheit der Zweiten Republik Polen von 1919 bis 1939.
Seit 1945 bestand sie wieder bis 1975.

## Geschichte
Die historische, über 16.000 km² große Woiwodschaft Posen des alten Königreich Polen kam 1793 mit der Zweiten Teilung Polens und 1815 nach Auflösung des Herzogtums Warschau auf dem Wiener Kongress als Provinz Posen (1793 Südpreußen) an das Königreich Preußen. Nach dem Friedensvertrag von Versailles kam das Gebiet an das wieder errichtete Polen. Die neu gegründete Woiwodschaft war weitgehend identisch mit zu Polen gekommenen Gebieten der ehemaligen Provinz Posen.
Durch Umgliederungen wurden zum 1. April 1938 Teile des Gebiets im Nordosten an die Woiwodschaft Pommerellen abgetreten, die dann als „Woiwodschaft Großpommerellen“ (Województwo wielkopomorskie) bezeichnet wurde. Zur selben Zeit kam im Südosten ein Gebiet von der Woiwodschaft Łódź hinzu.
Nach dem Überfall auf Polen wurde das Gebiet vom Deutschen Reich annektiert und bildete den Kern des Reichsgaus Wartheland (Okręg Rzeszy Kraj Warty). In der Besatzungszeit kamen  weitere Gebiete im Nordosten und Lodsch (später Litzmannstadt) hinzu, sodass der Reichsgau mit den Regierungsbezirken Posen, Hohensalza und Litzmannstadt 45.000 km² umfasste.
Nach der Eroberung durch die Rote Armee im Januar und Februar 1945 wurde die Woiwodschaft Posen wiederhergestellt. Im Juni 1946 wurden deutsche Ostgebiete eingegliedert, die seit 1950 die Woiwodschaft Zielona Góra bildeten. In den Jahren von 1946 bis 1950 war Posen die größte Woiwodschaft Polens. Nach der Verwaltungsreform von 1950 hatte sie noch 26.723 km² und 1965 2.126.300 Einwohner. Bei einer weiteren Verwaltungsreform wurden 1975 die Powiate (Kreise) aufgelöst und die Woiwodschaft in die Woiwodschaften Posen, Piła, Kalisz, Konin und Leszno aufgeteilt. Zum 1. Januar 1999 wurden die Powiate wiederhergestellt und die Woiwodschaft Großpolen mit 29.826 km² gebildet. Sie entspricht etwa der Woiwodschaft Posen von 1938.

## Bevölkerung und Sprachen

### Volkszählung 1921
Die Volkszählung vom 30. September 1921 ermittelte folgende „Nationalitäten“ (Volkszugehörigkeiten):
Nationalitäten nach dem Zensus 1921
| Nationalität | Zahl      | Prozent  |
| ------------ | --------- | -------- |
| Polen        | 1.636.316 | 83,15 %  |
| Deutsche     | 327.846   | 16,66 %  |
| Juden        | 1.485     | 0,08 %   |
| Übrige       | 2.218     | 0,11 %   |
| Gesamt       | 1.967.865 | 100,00 % |

Verteilung nach Konfession:
- Römisch-katholisch: 82,9 %; 1.632.087
- Evangelisch: 16,3 %; 321.564
- Israelitisch: 0,5 %; 10.397

## Liste der Powiate der Woiwodschaft

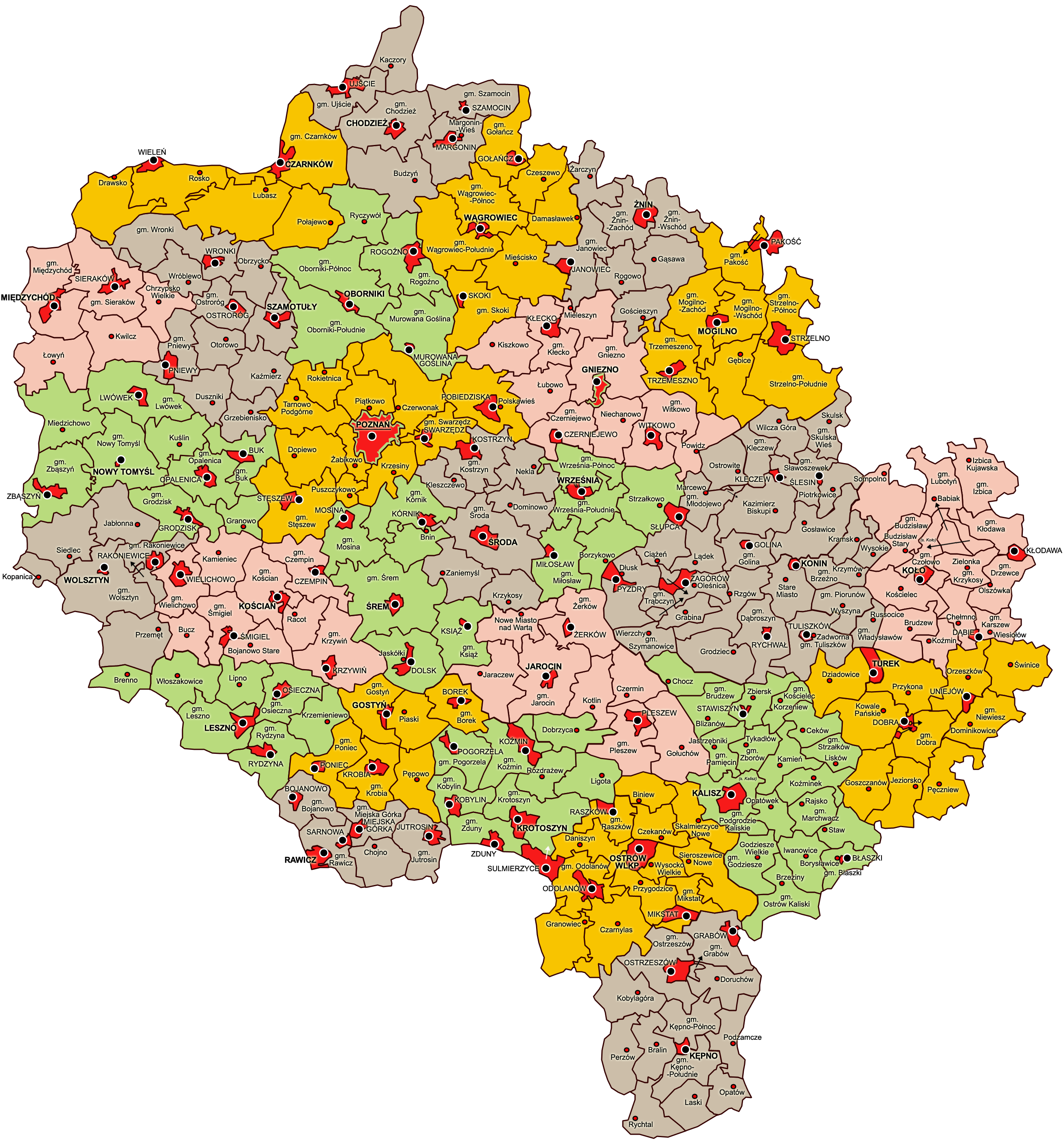
Powiate und Gemeinden im Jahre 1938

Bei Städten und Powiaten, die am 1. April 1938 von der Woiwodschaft abgetreten bzw. ihr angeschlossen wurden, steht dies dabei. Die verlinkten polnischen Powiate sind die heutigen Gebietseinheiten gleichen Namens, deren Grenzen sich durch Gebietsreformen bis 1999 häufig verändert haben.

### Kreisfreie Städte
Kreisfreie Städte sind Städte im Range eines Powiat (miasta na prawach powiatu). Angabe der Fläche und Einwohnerzahl, Stand: Volkszählung von 1931
1. Poznań (Posen), 77 km² mit 246.500 Einwohnern
2. Bydgoszcz (Bromberg), 75 km² mit 117.200 Einwohnern – ab 1. April 1938 zur Woiwodschaft Großpommerellen
3. Gniezno (Gnesen), 18 km² mit 30.700 Einwohnern – kreisfrei seit 1925
4. Inowrocław (Inowrazlaw/Hohensalza), 37 km² mit 34.400 Einwohnern – kreisfrei seit 1925, ab 1. April 1938 zur Woiwodschaft Großpommerellen

### Powiate
Aufgelöste Powiate (powiaty) sind nicht verlinkt; Angabe der Fläche und Einwohnerzahl, Stand: 1931
1. Powiat Bydgoski, 1334 km² mit 58.100 Einwohnern, Sitz: Bydgoszcz (Bromberg) – ab 1. April 1938 zur Woiwodschaft Großpommerellen
2. Powiat Chodzieski, 893 km² mit 44.500 Einwohnern, Sitz: Chodzież (Colmar)
3. Powiat Czarnkowski, 919 km² mit 43.300 Einwohnern, Sitz: Czarnków (Czarnikau)
4. Powiat Gnieźnieński, 1126 km² mit 57.300 Einwohnern, Sitz: Gniezno (Gnesen)
5. Powiat Gostyński, 701 km² mit 55.900 Einwohnern, Sitz: Gostyń (Gostyn)
6. Powiat Grodziski, 430 km² mit 35.672 Einwohnern, Sitz: Grodzisk (Grätz) – am 1. April 1932 zum Powiat Nowotomyski
7. Powiat Inowrocławski, 994 km² mit 48.600 Einwohnern, Sitz: Inowrocław (Hohensalza) – ab 1. April 1938 zur Woiwodschaft Großpommerellen
8. Powiat Jarociński, 1124 km² mit 87.500 Einwohnern, Sitz: Jarocin (Jarotschin)
9. Powiat Kaliski, 1478 km² mit 196.700 Einwohnern, Sitz: Kalisz (Kalisch) – seit 1. April 1938
10. Powiat Kępiński, 1179 km² mit 86.800 Einwohnern, Sitz: Kępno (Kempen)
11. Powiat Kolski, 1097 km² mit 109.800 Einwohnern, Sitz: Koło (Kolo) – seit 1. April 1938
12. Powiat Koniński, 2152 km² mit 188.000 Einwohnern, Sitz: Konin  – seit 1. April 1938
13. Powiat Kościański, 1057 km² mit 78.900 Einwohnern, Sitz: Kościan (Kosten)
14. Powiat Koźmiński, 453 km² mit 34.496 Einwohnern, Sitz: Koźmin (Koschmin) – am 1. April 1932 zum Powiat Krotoszyński
15. Powiat Krotoszyński, 915 km² mit 75.500 Einwohnern, Sitz: Krotoszyn (Krotoschin)
16. Powiat Leszczyński, 827 km² mit 61.200 Einwohnern, Sitz: Leszno (Lissa)
17. Powiat Międzychodzki, 755 km² mit 31.000 Einwohnern, Sitz: Międzychód (Birnbaum)
18. Powiat Mogileński, 1059 km² mit 70.300 Einwohnern, Sitz: Mogilno
19. Powiat Nowotomyski, 1276 km² mit 87.300 Einwohnern, Sitz: Nowy Tomyśl (Neutomischel)
20. Powiat Obornicki, 966 km² mit 50.400 Einwohnern, Sitz: Oborniki (Obornik)
21. Powiat Odolanowski, 629 km² mit 43.217 Einwohnern, Sitz: Odolanów (Adelnau) – am 1. April 1932 zum Powiat Ostrowski
22. Powiat Ostrowski, 1194 km² mit 104.100 Einwohnern, Sitz: Ostrów Wielkopolski (Ostrowo)
23. Powiat Ostrzeszowski, 572 km² mit 40.082 Einwohnern, Sitz: Ostrzeszów (Schildberg) – am 1. April 1932 zum Powiat Kępiński
24. Powiat Pleszewski, 483 km² mit 38.234 Einwohnern, Sitz: Pleszew (Pleschen) – am 1. April 1932 zum Powiat Jarociński
25. Powiat Poznański, 1227 km² mit 91.200 Einwohnern, Sitz: Poznań (Posen)
Powiat Poznański wschodni, 664 km² mit 51.530 Einwohnern, Sitz: Posen
Powiat Poznański zachodni, 638 km² mit 45.337 Einwohnern, Sitz: Posen[2]
26. Powiat Rawicki, 523 km² mit 49.900 Einwohnern, Sitz: Rawicz (Rawitsch)
27. Powiat Śmigielski, 554 km² mit 37.955 Einwohnern, Sitz: Śmigiel (Schmiegel) – am 1. April 1932 zum Powiat Kościański
28. Powiat Średzki, 800 km² mit 49.900 Einwohnern, Sitz: Środa (Schroda)
29. Powiat Śremski, 921 km² mit 57.300 Einwohnern, Sitz: Śrem (Schrimm)
30. Powiat Strzelneński, 615 km² mit 39.913 Einwohnern, Sitz: Strzelno (Strelno) – am 1. April 1932 zum Powiat Mogileński
31. Powiat Szamotulski, 1076 km² mit 67.700 Einwohnern, Sitz: Szamotuły (Samter)
32. Powiat Szubiński, 917 km² mit 47.800 Einwohnern, Sitz: Szubin (Schubin) – ab 1. April 1938 zur Woiwodschaft Großpommerellen
33. Powiat Turecki, 1591 km² mit 130.500 Einwohnern, Sitz: Turek  – seit 1. April 1938
34. Powiat Wągrowiecki, 1037 km² mit 54.300 Einwohnern, Sitz: Wągrowiec (Wongrowitz)
35. Powiat Witkowski, 588 km² mit 30.248 Einwohnern, Sitz: Witkowo – am 1. April 1927 zum Powiat Gnieźnieński
36. Powiat Wolsztyński, 754 km² mit 47.900 Einwohnern, Sitz: Wolsztyn (Wollstein)
37. Powiat Wrzesiński, 608 km² mit 43.700 Einwohnern, Sitz: Września (Wreschen)
38. Powiat Wyrzyski, 1163 km² mit 66.900 Einwohnern, Sitz: Wyrzysk (Wirsitz) – ab 1. April 1938 zur Woiwodschaft Großpommerellen
39. Powiat Żniński, 739 km² mit 41.500 Einwohnern, Sitz: Żnin (Znin)

### Veränderungen
Zum Jahreswechsel 1924/1925 wurden die Powiate Poznański wschodni (Posen-Ost) und Poznański zachodni (Posen-West) zum Powiat Poznański zusammengelegt.
Zum 1. April 1927 wurde der Powiat Witkowski aufgelöst. Zum 1. April 1932 wurden die Powiate Grodziski, Koźmiński, Odolanowski, Pleszewski, Śmigielski und Strzelneński aufgelöst.
Zum 1. April 1938 wurden an die Woiwodschaft Großpommerellen die kreisfreie Städte Bydgoszcz (Bromberg) und Inowrocław (Hohensalza) sowie die Powiate Bydgoski, Inowrocławski, Szubiński und Wyrzyski abgetreten.
Zum 1. April 1938 kamen von der Woiwodschaft Łódź die Powiate Kaliski, Kolski, Koniński und Turecki zur Woiwodschaft Posen.

## Woiwoden
- Witold Celichowski, 1919–1923
- Adolf Bniński, 1923–1928
- Piotr Dunin-Borkowski, 1928–1929
- Roger Adam Raczyński, 1929–1934
- Stanisław Kaucki, 1934–1935 (komm.)
- Artur Maruszewski, 1935
- Mikołaj Kwaśniewski, 1935
- Tadeusz Walicki, 1935 (komm.)
- Artur Maruszewski, 1935–1939
- Ludwik Bociański, 1939.